# 双带豹蛛
双带豹蛛（学名：Pardosa bifasciata）为狼蛛科豹蛛属的动物。分布于欧洲、尼泊尔以及中国大陆的新疆、西藏、四川、甘肃、河北等地，常生活于草丛、牧场以及稻田。该物种的模式产地在欧洲。